# سفارة أفغانستان لدى السعودية
سفارة أفغانستان لدى السعودية هي الممثلية الدبلوماسية العليا لدولة أفغانستان لدى المملكة العربية السعودية. تقع السفارة في حي السفارات في الرياض.